# Syntrophomonas wolfei subsp. saponavida
Syntrophomonas wolfei subsp. saponavida  è una sottospecie di batterio appartenente alla famiglia delle Syntrophomonadaceae.